# Kuusijärvi (sjö i Finland, Lappland, lat 67,40, long 24,65)
Kuusijärvi är en sjö i Finland. Den ligger i kommunen Kittilä i landskapet Lappland, i den norra delen av landet, 800 km norr om huvudstaden Helsingfors. Kuusijärvi ligger 188 meter över havet. Arean är 8,4 hektar och strandlinjen är 1,42 kilometer lång. Sjön  ingår i Kemi älvs huvudavrinningsområde. 